# Hindisheim
Hindisheim es una ciudad edificada en las orillas del río Andlau y comuna francesa situada en el departamento de Bajo Rin, en la región de Alsacia.

## Lugares de interés
- Capilla de la Virgen María, del siglo XV. Tiene la particularidad de poseer uno de los dos únicos campanarios entramados de Alsacia
- Iglesia Saints Pierre et Paul, del siglo XIX, con un órgano Rinckenbach de 1922.

## Demografía
| 1063                       | 1064 | 1068 | 1158 | 1204 | 1369 |
| (Fuente: [cita requerida]) |      |      |      |      |      |